# Rosamorada
Rosamorada é um município do estado do Nayarit, no México.